# 원자로 압력용기
원자로압력용기(RPV, reactor pressure vessel)는 핵연료를 장전하여 연쇄적인 핵분열반응이 안전하게 일어날 수 있도록 탄소강 재질의 금속으로 이루어진 압력용기로, 원자로 격납 건물 내부 정중앙에 위치하고 있다. 원자로 압력용기는 반구형 하부헤드가 달린 원통형의 하부압력용기 부분과 상부의 반구형 원자로헤드 부분으로 구성되어 있다.
원자로헤드는 하부압력용기에 스터드 볼트(stud bolt)를 이용해 플랜지로 연결되어 있다. 원자로헤드 외부에는 핵분열반응 속도를 제어하는 제어봉을 삽입 또는 인출하기 위한 제어봉 구동장치가 부착되어 있고, 하부헤드에는 노심의 핵연료집합체 사이로 삽입되어 핵분열 과정을 감시하는 계측기가 지나는 노즐이 설치되어 있다. 원자로 압력용기 측면에는 냉각재의 입구노즐과 출구노즐이 달려 있으며, 비상시 냉각수를 공급하는 노즐(DVI)이 설치되어 있다.
원자로 압력용기 내부에는 서로 분리 가능한 내부구조물인 노심지지배럴(core support barrel)과 상부안내구조물(upper guide structure)이 설치되어 있다. 이 구조물들은 핵연료를 위아래에서 지지하며, 원자로 내부의 냉각재 순환유로를 형성하여 핵분열 시 발생하는 열을 적절히 흡수한다. 노심지지배럴은 원자로 압력용기 플랜지에 걸쳐 설치된다. 내부에는 핵연료 집합체를 장전할 수 있도록 하부지지 구조물과 노심슈라우드(core shroud)가 설치되어 있다. 냉각재가 노심의 하부로 흐르도록 원자로용기 내벽과 노심지지배럴 사이에 도넛 모양의 하향유로가 설치되어 있다. 또한 노심 상부에 설치된 상부지지 구조물은 핵연료 상단을 고정하고 제어봉 인출 시, 이를 지지하는 역할을 한다.
원자로 압력용기는 두께 약 20cm 이상인 탄소강을 단조공법으로 만든다. 핵연료가 장착되는 곳에는 용접 부위가 없도록 제작하며, 용기 내면은 부식과 마모를 막기 위해 스테인레스강 피복재(cladding)로 덮는다. 또한 노심에서 핵분열이 일어날 때 발생하는 중성자 조사에 따른 재질의 열화 때문에 압력용기의 기능이 상실되지 않아야 한다. 내측 벽면에 용기와 같은 재질의 감시시편을 장착하여 주기적으로 재질의 중성자 조사 정도를 측정해 감시하게 되어 있다.
외부에는 원자로 출력 상태를 측정할 수 있는 노외 중성자계측기가 설치되고, 외벽은 보온재로 둘러싼다. 원자로의 크기는 노심에 장전되는 핵연료 집합체의 개수에 비례하는데, OPR 1000과 APR 1400은 각각 177개와 241개의 핵연료집합체를 장전할 수 있도록 안쪽지름이 각각 약 410cm와 460cm로 설계되어 있다.

## 같이 보기
- 핵물리학
- 원자로
- 원자로